# Amazon Q
Amazon Q是亞馬遜為企業開發的聊天機器人。基於 Amazon Titan 和GPT生成式人工智慧技術，於2023年11月28日發布。 它它能夠協助排除雲端應用程式或群組聊天中的問題，或總結文件內容。截至 2023 年 11 月，其費用為每月 20 美元。在推出時，Amazon Q 是亞馬遜雲端計算服務管理控制台的一部分。 Amazon CodeWhisperer 是 Amazon Q Developer 的一部分，而 Amazon Q Developer 又是 Amazon Q 的一部分。

## 技术
Q 基於 Amazon Titan 和 GPT 技術，並利用 Amazon Bedrock 的基礎模型庫。 